# 蓮台寺パーキングエリア
蓮台寺パーキングエリア（れんだいじパーキングエリア）は、新潟県糸魚川市蓮台寺にある北陸自動車道のパーキングエリアである。

## 施設

奴奈川姫像（長者ケ原考古館に設置されているものと同形で、藤巻邦彦の作品）

### 上り線（米原方面）
- 駐車場
  - 大型 19台[2]
  - 小型 12台[2]
  - 身障者用 1台[2]
- トイレ[2]
  - 男性 大2・小5
  - 女性 5
  - 車椅子用 1
- ラーメンとん太（フードコート[3]・秀穂[2]、8:00 - 21:00（20:45LO））
- ショッピングコーナー（7:00 - 21:00）
- 自動販売機
- 奴奈川姫の像[4]（1988年7月4日設置[5]）
- ヒスイの原石[4]
- 相馬御風の「かりそめの 遠出になれども 夕されば 旅の心になりにけるかも」の歌碑[4][5]

### 下り線（新潟方面）
- 駐車場
  - 大型 23台[2]
  - 小型 12台[2]
  - 身障者用 1台[2]
- トイレ[2]
  - 男性 大2・小5
  - 女性 5
  - 車椅子用 1
- ラーメンとん太（フードコート[3]・秀穂[2]、7:00 - 21:00）
- ショッピングコーナー（7:00 - 21:00）
- 自動販売機
- 漢詩（服部浩彦）「故人遊天険 醉擧姫水別 今一古相接 長歌懐舊遊」の漢詩の碑[4]

## 隣
E8 北陸自動車道
(29)糸魚川IC - 蓮台寺PA - (30)能生IC